# François Sarhan
François Sarhan (Rouen, França, 30 de setembre de 1972) és un compositor francès. Va estudiar composició amb Jonathan Harvey, Magnus Lindberg, Philippe Manoury, Tristan Murail i Guy Reibel. El seu catàleg conté obres per a orquestra, música de cambra, una òpera, música vocal, música electrònica, música teatral, etc. Sarhan ha estat present en molts festivals, com Donaueschingen, Wittener Musik Tagen, Ars Musica (Brussel·les), Berliner Festspiele, Holland Festival, Maerzmusik (Berlin), etc.